# 吴子
《吴子》又称《吴子兵法》、《吴起兵法》，是一部兵法著作。提出以治為勝，賞罰嚴明，主張在軍隊實行“進有重賞，退有重刑”，做到“令行禁止，嚴不可犯”。提出“用兵之法，教戒為先”，主張通過嚴格的軍事訓練，使士卒掌握各種作戰本領，提高整個軍隊的戰鬥力。強調“簡募良材”，根據士卒體力、技能等條件的不同，合理分工和編組，實現軍隊的優化組合。要求統軍將領“總文武”、“兼剛柔”，具備理、備、果、戒、約的“五慎”條件，掌握氣機、地機、事機、力機四個關鍵的因素。提出“審敵虛實而趨其危”，主張先弄清敵人的虛實，選擇有利時機進攻，以奪取勝利。

## 题解
《吴子》相传为战国时卫国人吴起所作。現存《吴子》分上下兩卷，每卷三篇，共六篇:44。不過，在後漢班固所編寫之《汉书·艺文志·兵书略》（圖書總目錄）裡，有「吳起四十八篇」說法，可見原來篇數相當多:44。究竟是因為散佚而剩下六篇，還是經過再編而濃縮，個中情形不同:44。總之，現今所能讀到只是六篇:44。明清以来，许多学者怀疑此书是西汉或六朝时人的伪託之作。现在一般认为是经后人整理的吴起的军事思想的记录。

## 评价
《吴子》主要总结了战国时期的实战经验，与《孫子》一起并称“孙吴兵法”。非常受到历代军事家的重视。《吳子》一書雖僅五千字左右，但內容十分豐富，是繼《孫子》以後又一部體係完備、思想精深、具有重大理論價值的兵學論著，在中國古代兵學史上佔有極其重要的地位。戰國末年，據說「每家藏有孫吳書」（《韓非子》）。:44後世將孫吳並稱，宋代將《吳子》列入《武經七書》，無疑是公允。

## 版本
- 宋代的《武经七书》本。
- 明吴勉学刊《二十子》本。
- 明翁氏刊《武学经传三种》本。
- 清孙星衍《平津馆丛书》所收的影宋本《孙吴司马法》。
- 清《四库全书》本。
- 1935年中华学艺社影宋刻《武经七书》。
- 丁氏八千卷楼藏刘寅《武经七书直解》影印本所收。

## 体例
今本《吴子》六篇。
1. 图国第一，是做為解說戰爭大前提及匡正國政之必要，分析在不同戰爭中應有不同用兵原則。[2]:44
2. 料敌第二，有冷靜敵情分析，說明有關魏國國情及應有對策，並強調可勝不可勝判斷端在自身。[2]:44
3. 治兵第三，談到統率軍隊原則，以創造使士兵能安心放手加入戰鬥之各種易戰條件，為最上策。[2]:44
4. 论将第四，說明一位將軍應有資格與要件，以及對敵將能力之分辨方法及其對應方法等。[2]:44
5. 应变第五，說明在戰場上各種臨機應變措施。[2]:44
6. 励士第六，談到如何鼓舞士氣，不同於其他篇，採用故事形式，饒有趣味。[2]:44